# Les Îles-de-la-Madeleine
Les Îles-de-la-Madeleine (på engelska inofficiellt Magdalen Islands) är en kommun i provinsen Québec i Kanada som omfattar huvuddelen av ögruppen Îles de la Madeleine och omgivande delar av Saint Lawrenceviken. Den ligger i regionen Gaspésie–Îles-de-la-Madeleine, i den östra delen av landet, 1 100 km öster om huvudstaden Ottawa. Antalet invånare var 12 190 vid folkräkningen 2021. Arean är 33 924 kvadratkilometer, varav 155 kvadratkilometer land.
Kommunen bildades 2002 genom sammanslagning av kommunerna inom sekundärkommunen (municipalité régionale de comté) med samma namn, nämligen Fatima, Grande-Entrée, Grosse-Île, Havre-aux-Maisons, L'Étang-du-Nord, L'Île-du-Havre-Aubert (som hade införlivat bykommunen L'Île-d'Entrée två år tidigare) samt bykommunen Cap-aux-Meules. Grosse-Île bröts ut igen 2006 men vissa gemensamma ärenden för vad som sedan 2016 kallas Communauté maritime des Îles-de-la-Madeleine sköts sedan dess av en gemensam nämnd inom Les Îles-de-la-Madeleines organisation.